# 草居蕈酸
草居蕈酸是一种有机化合物，分子式C11H10O3，属于一种多不饱和脂肪酸。